# 차경택
차경택(Cha Kyung-taek, 1962년 ~ )은 대한민국의 전직 경찰공무원이다. 경찰대학 제1기 출신으로 1985년 경위로 임용되었으며, 총경 계급으로 청양경찰서, 의왕경찰서, 연천경찰서, 태백경찰서 등에서 경찰서장을 역임하였다. 국내에서는 경찰청 생활안전부 지도관, 충남지방경찰청 청문감사관, 대전지방경찰청 보안과장, 경찰대학 기획협력과장 등에서 근무하였으며, 해외에서는 주필리핀 대한민국 대사관 영사, 주태국 대한민국 대사관 1등서기관, 동티모르 UN 평화유지임무 경찰파견단장 등을 지냈다. 경찰대학 외사 교수요원으로도 근무하였으며, 외사 분야 저서로 《경찰외사론》을 출간하였다.

## 생애
차경택은 1962년 대구광역시에서 출생하였으며, 대구 계성고등학교를 졸업한 뒤 1981년 경찰대학 제1기에 입학하여 1985년 졸업과 함께 경위로 임용되었다. 이후 미국 플로리다주립대학교 대학원에서 범죄학 석사 학위를 취득하였고, 경찰대학 출신으로는 처음으로 미국 FBI 국립아카데미에 연수생으로 참가하였다. 경찰 경력 초기에는 대구달서경찰서 보안과장을 지냈으며, 이후 경찰청 생활안전부 지도관, 충남지방경찰청 청문감사관, 경찰대학 기획협력과장, 대전지방경찰청 보안과장 등 경찰청 및 지방청 주요 부서에서 근무하였다. 경찰서장으로는 충남 청양경찰서장, 경기 의왕경찰서장, 경기 연천경찰서장, 강원 태백경찰서장 등 네 곳에서 재임하였다. 연천경찰서장 재직 중에는 협력기관 간담회, 학교폭력 및 가정폭력 대응 체계 구축, 성범죄 취약지역 정비, 농산물 절도 예방 시책 등을 시행하였다. 태백경찰서장으로 재직한 2018년부터는 관내 지구대와 파출소를 순회하고, 외국인 원어민 교사를 대상으로 범죄피해 예방 안내 간담회를 열어 영어로 범죄 유형 및 112신고 절차 등을 전달하였다. 해외 근무 경력으로는 UN 동티모르 평화유지임무 파견 당시 경찰 파견단장을 역임하였고, 주필리핀 대한민국대사관 영사 및 주태국 대사관 1등서기관으로 근무하였다. 필리핀 근무 당시 한국인 대상 범죄 대응 및 범죄인 국내 송환 업무를 수행하였으며, 태국 근무 중에는 국제범죄 대응과 외사협력 업무를 맡았다. 총 7년간 해외 주재관으로 활동하였으며, 경찰대학 외사 교수요원으로도 근무하였다. 저서로는 『경찰외사론』이 있으며, 경력 중 다수의 순환보직과 본청 및 지방청 참모직, 해외 파견, 대학 근무 등을 거쳤다. 재직 중에는 장기근속자 포상, 간담회, 가족 초청 행사 등의 내부 운영을 실시하였으며, 기초질서 단속, 교통법규 계도, 주민대상 민원 응대 등의 현장 활동에도 참여하였다. 1985년부터 30년 이상 경찰공무원으로 재직하였고, 재직 중 녹조근정훈장, 외교통상부장관 표창, 경찰청장 표창 등을 수상하였다.